# Deomyinae
Deomyinae é uma subfamília de roedores da família Muridae que contêm quatro gêneros. Todos os gêneros são encontrados na África e o Acomys também pode ser encontrado na Ásia e na ilha de Creta.

## Gêneros
- Acomys I. Geoffroy, 1838
- Deomys Thomas, 1888
- Lophuromys Peters, 1874
- Uranomys Dollman, 1909